# Црква Вазнесења Господњег у Прањанима
Црква Вазнесења Господњег у Прањанима, насељеном месту на територији општине Горњи Милановац, подигнута је 1903. године поред старије цркве брвнаре. Припада Епархији жичкој Српске православне цркве.

## Галерија
- Спољашњи изглед
- Детаљ
- Споменик испред цркве
- Спољашњи изглед
- Спољашњи изглед
- Црква Вазнесења Господњег, Гавровића чардак и црква брвнара